# 百舌鳥・古市古墳群
百舌鳥・古市古墳群 -古代日本の墳墓群-（もず・ふるいちこふんぐん -こだいにほんのふんぼぐん-）は、大阪府堺市、羽曳野市、藤井寺市にある45件49基の古墳群の総称。百舌鳥古墳群及び古市古墳群に含まれる。
2019年7月6日の第43回世界遺産委員会で正式に世界文化遺産に登録された。名称は「百舌鳥・古市古墳群」とも略称される。

## 世界遺産推薦への動向
百舌鳥・古市古墳群は2007年の文化庁による世界遺産候補地公募に「百舌鳥・古市古墳群 -仁徳陵古墳をはじめとする巨大古墳群-」として応募し、2008年の文化庁世界文化遺産特別委員会（現文化審議会世界文化遺産部会）によって暫定リストに掲載する物件に選ばれ、2010年11月に世界遺産センターに受理され正式に暫定リストに掲載された。
2013年から毎年世界遺産への推薦を目指し推薦書素案を文化庁へ提案してきたが国内選考から漏れ続け、2017年7月に2019年登録審査候補として正式に推薦することが決定した。なお、2019年登録審査候補を決める文化審議会では推薦候補なしの意見も出たが、最終的に百舌鳥・古市古墳群が選出された。

### 修景
百舌鳥・古市古墳群の宮内庁指定陵墓参考地は、世界遺産に求められる法的保護根拠として文化財保護法に基づく文化財指定が困難なため、都市計画法・景観法・屋外広告物法などにより古墳そのものの保護ではなく、古墳群周辺の環境を整える対策に重点を置いている。新築・増改築する建築物の高さや外観意匠に制限を設け、改修・補修に伴う色彩などにも規制を設けるが、圧倒的に多い民家の隅々まで施行できるのか、住民の協力が得られるのか先行きは不透明である。藤井寺市の允恭天皇陵近くでは耐震基準を満たさない保育所の建て替え計画が景観配慮から取りやめとなり、託児する父母から不安の声が上がるなど弊害も生じている。なお、陵墓参考地は国有財産法により皇室財産とされているが、これは法的保護根拠とはしていない。
また、一部で看板の撤去が始まったが、ネオンなどの規制範囲が曖昧で、屋外広告を著しく制限することは企業の商業活動を抑制することになり、結果として法人税の減収にもなりかねない。さらに、堺市で古墳近くに計画されていた国内唯一の自転車専門の博物館である自転車博物館サイクルセンターの移転や、大仙古墳（伝仁徳天皇陵）に近い堺市博物館の老朽化に伴い大仙公園内での新設の計画が中止となるなど、文化活動にも影響が生じている。

### イコモス調査
2018年9月11～17日、ユネスコの諮問機関である国際記念物遺跡会議(ICOMOS、イコモス)による現地視察調査が行われ、文化庁は「一定の理解は得られた」とした。
2012年に開催された「世界遺産条約採択40周年記念－世界遺産と持続可能な開発：地域社会の役割」（京都ビジョン）で世界遺産存続のためコミュニティの存在の重要性が確認されたこともあり、調査では地元の観光ボランティアガイドや小学生からも話を聞いた。
イコモスの調査に関しては世界遺産への注目度の高さから、これまで国内では事前に発表されてきたが、今回は日程が終了した9月18日に公表された。調査員の氏名は伏せられており（フィリピン人であることだけ公開）、いつどこへ行ったのか、古墳内への立ち入りが行われたのかなどは一切詳らかにされていない。調査に際しては全容を目視してもらうべく、航空機をチャーターして上空から一望してもらうという計画も立案され、費用対効果や見下ろすことに対する不敬の念を問う意見が府議会での議題にもなった。

### イコモス評価
2019年5月14日の未明に、イコモスは世界文化遺産への登録を勧告した。
その評価は、「4世紀後半～5世紀後半にかけ広域の豪族による連合政権が初期国家を形成してゆく過程を示している」、「四種の墳形と規模に差異がある古墳群からは被葬者の身分差が読み取れる」、「古墳時代は中国の律令制を採り入れる前の日本固有の文化である」、「古墳の形状は後の時代の皇族の墓形に受け継がれており埋葬の伝統を証明している」、「土製建造物の極めて優れた技術があったことを示している」とされた。
懸念されていた古墳の名称と被葬者不特定に関し、推薦書では「仁徳天皇陵として祀られている古墳（大仙古墳）」などとしたが特に指摘されることはなく、「古墳群の真実性の程度には多様性がある」との見解も示した。
保存・管理については、古墳毎にばらつきがあるものの概ね担保されてはいるが、市街地にあるため将来的な開発を警戒し、周辺で事業が計画された際には事前に影響を査定すべきことを求めた。また、一部で墳丘の崩壊が見られることからその安定性について検討することや、被葬者伝承ながら現在もその末裔（皇族）により祭祀が継承されていることは注目すべきでその伝統の継続と記録の必要性も示唆した。

### 広報活動
2019年6月28～29日に大阪市で開催された第14回20か国・地域首脳会合において、サミット閉幕の翌日から始まる第43回世界遺産委員会にて世界遺産登録が見込まれている百舌鳥・古市古墳群についての広報活動が行われた。

### 世界遺産委員会
2019年7月6日、アゼルバイジャンのバクーにて開催されていた第43回世界遺産委員会において、百舌鳥・古市古墳群の登録が決定した。大阪府下では初の、宮内庁によって治定されている陵（皇室関連施設）としても初の世界遺産登録となる。
委員会（審査日程2日目）は英語国名のアルファベット順に行われ、豪・中・印・インドネシアと進んだが、インドが推薦した「ラージャスターン州のジャイプル市街」が登録延期勧告であったものを登録とするために1時間も議論を要したため、日本の審査は現地時間12時40分過ぎから始まり（午前の部は13時までの予定）、まずユネスコ世界遺産センターとイコモスから遺産内容の概略と現地調査をうけての登録勧告に至った経緯が報告され、議長のAbulfaz Garayev（アゼルバイジャン文化大臣）が21の委員国の中からクウェート・チュニジア・ジンバブエ・オーストラリア・アゼルバイジャン・スペインにのみ評価を求めた後（他国の物件審査では全委員国に発言を求めている）、満場一致で登録が決定した。この間わずか20分足らずの議事進行であった。委員国の内、ジンバブエは「鬱蒼とした森林に覆われた墓は神秘的でスピリチュアルな価値がある」とし、スペインは「墓を大切に感じ自主的に守ってきた地域社会の存在が素晴らしい」と評した。登録決定をうけ臨席していた山田滝雄ユネスコ日本政府代表部大使と吉村洋文大阪府知事は議長からコメントを求められ、それぞれ「この資産を次世代へ引き継いでゆく」（山田）、「保存と観光の両立に尽力する」（吉村）と決意を語った。

### 登録をうけて
- 宮内庁は「皇室御祖先のお墓としてその『静安と尊厳』が損なわれないことを前提に、今後とも陵墓を含む世界文化遺産の保全に向けて必要な協力を行っていく」とのコメントを発表した[20]。
- 安倍晋三首相は世界遺産登録を受け、「世界の宝として魅力を積極的に発信し、次世代に引き継いでいく決意を新たにしたい」とのコメントを発表[21]。
- 河野太郎外相は「今回の登録を契機として日本列島独自の歴史文化を物語る同資産の価値が一層広く世界に知られることを期待する」とのコメントを発表[22]。

### ガイダンス施設

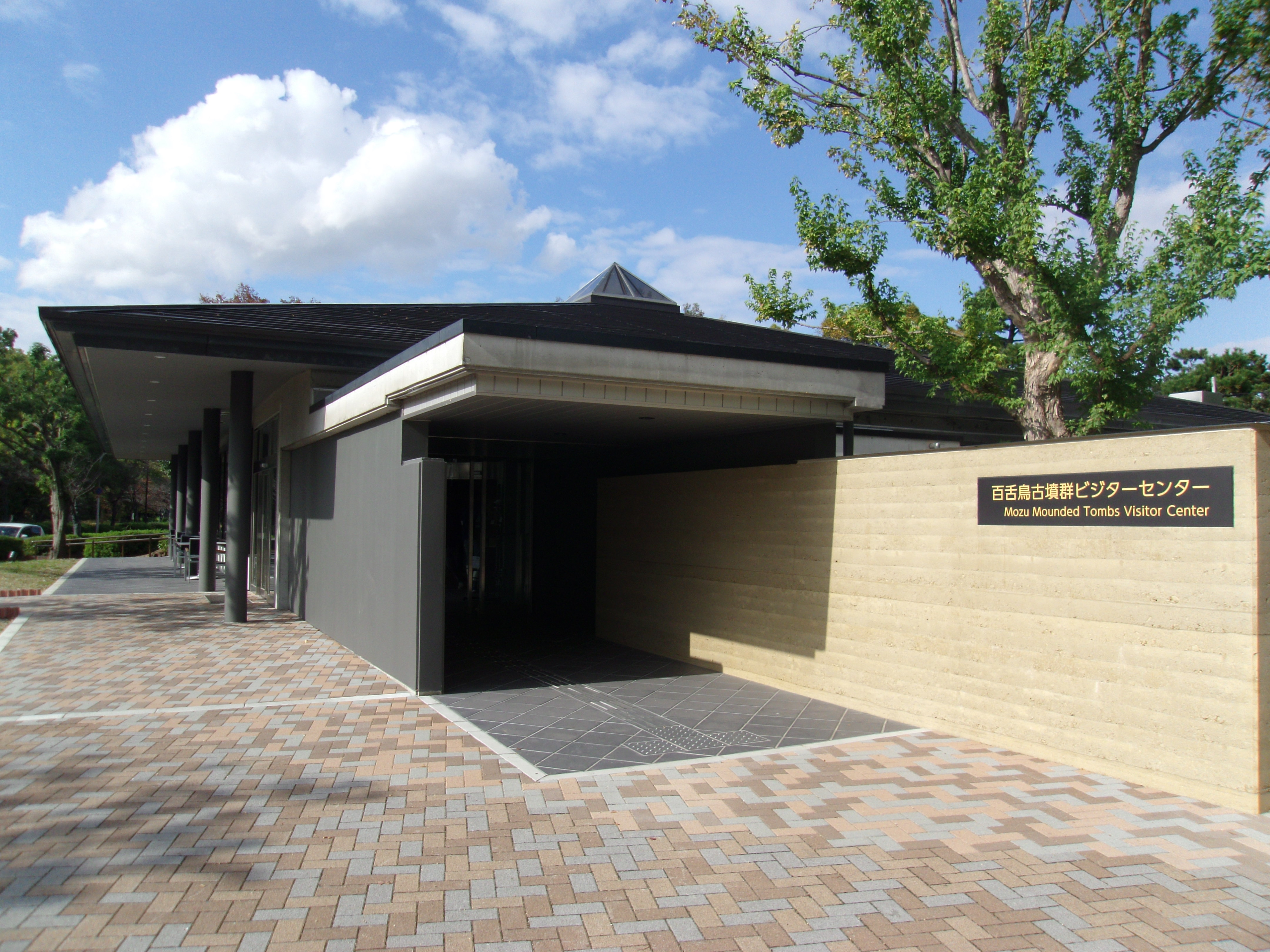
百舌鳥古墳群ビジターセンター

世界遺産条約には「文化遺産及び自然遺産の保護、保存及び整備の分野における全国的、または地域的な研修センターの設置、または発展を促進し、並びにこれらの分野における学術的調査の奨励」という条文があり、登録後に遺産の全容を知ることができる来訪者施設（ビジターセンター）の設置を求めている。
堺市では仁徳陵の拝所近くにあり、市の観光案内所も入居していた大仙公園レストハウスを「百舌鳥古墳群ビジターセンター」として約2億1300万円をかけて再整備し、2021年3月13日にオープンした。古墳に立ち入ることができないため、8Kによる高精細な空撮映像を上映するほか、複数の言語で古墳を解説するデジタル掲示板や図書コーナーの設置、古墳グッズの販売、古墳群散策のためのレンタサイクル貸し出しも行われる。コンセプトデザインは堺出身の空間デザイナー間宮吉彦。入館無料、開館は9時～18時で年末年始のみ休館。建物延べ床面積490.5㎡、平屋建。
また、堺市博物館も展示内容の主軸に百舌鳥古墳群を据え、百舌鳥古墳群ビジターセンターと同日にリニューアルオープンした。
一方、古市古墳群では藤井寺市のアイセルシュラホール（構成資産の岡ミサンザイ古墳に隣接）の一部を改修し、世界遺産情報センターとした。

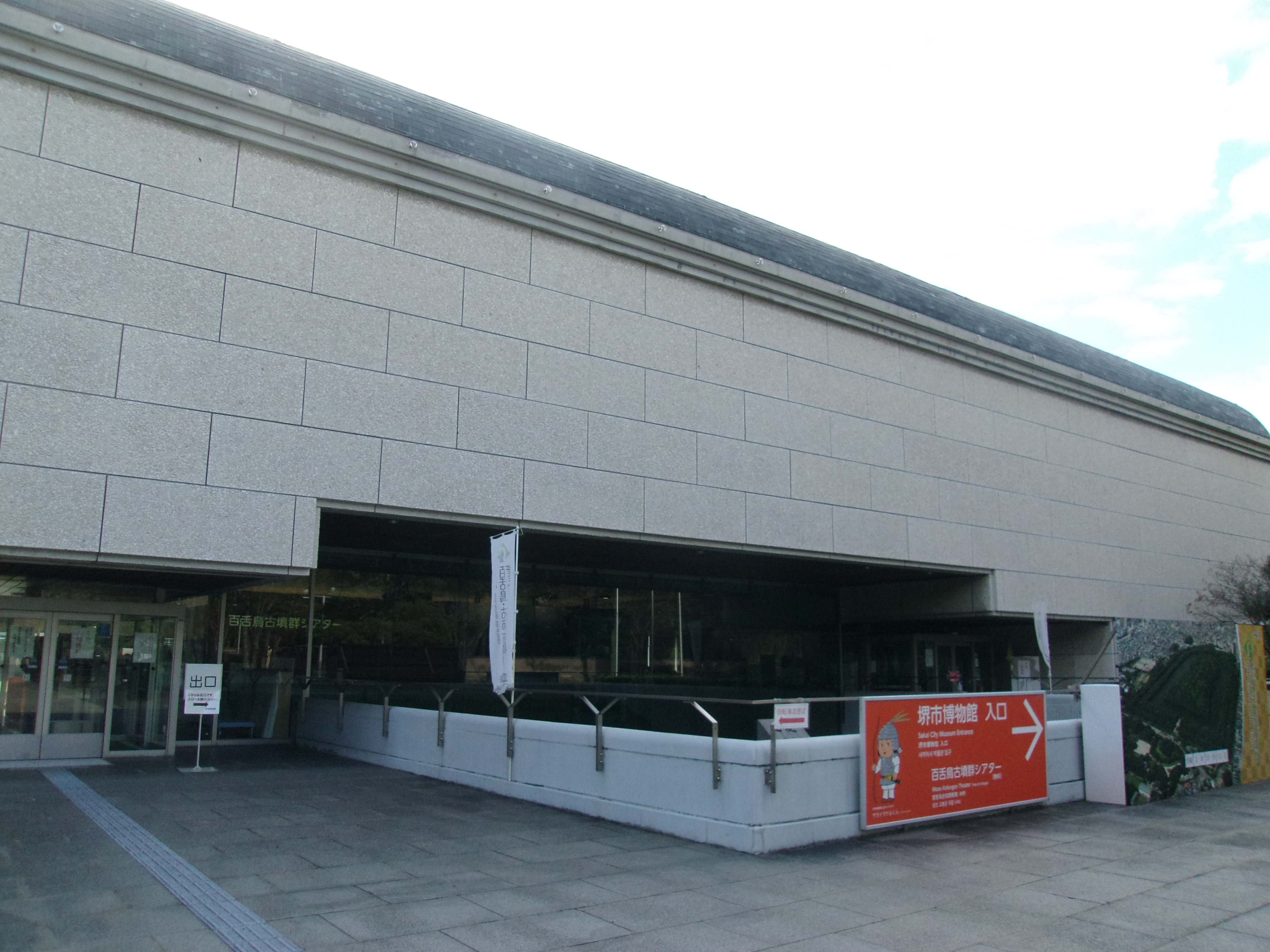
堺市博物館（百舌鳥古墳群シアター）
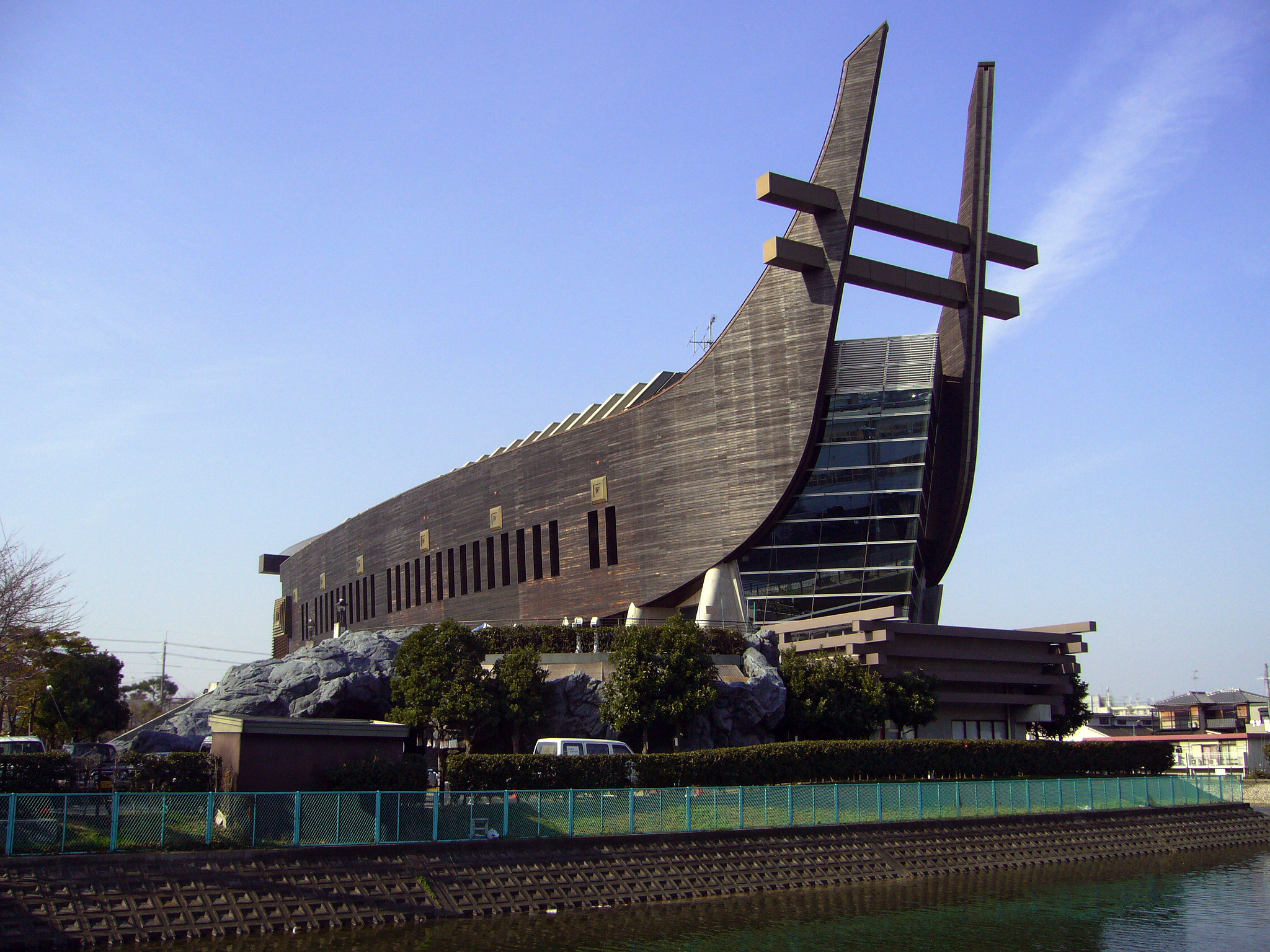
アイセルシュラホール

## 構成資産
大阪府南部の堺市、羽曳野市、藤井寺市の3市にまたがる4世紀後半から5世紀後半の45件49基が登録対象となる。世界遺産における登録名の一部はHanzei-tenno-ryo Kofunのような、宮内庁治定の陵墓名である。

### 百舌鳥エリア
| 世界遺産ID | 古墳名                 | 所在地                  | 形状         | 墳丘長 | 史跡指定             | 宮内庁治定         | 備考 |
| ---------- | ---------------------- | ----------------------- | ------------ | ------ | -------------------- | ------------------ | ---- |
| 1593-002   | 大仙陵古墳（大山古墳） | 堺市堺区大仙町          | 前方後円墳   | 525 m  |                      | 仁徳天皇陵         |      |
| 1593-015   | 上石津ミサンザイ古墳   | 堺市西区石津ヶ丘        | 前方後円墳   | 365 m  |                      | 履中天皇陵         |      |
| 1593-021   | ニサンザイ古墳         | 堺市北区百舌鳥西之町3丁 | 前方後円墳   | 290 m  | 国の史跡（内濠）     | 東百舌鳥陵墓参考地 |      |
| 1593-001   | 田出井山古墳           | 堺市堺区北三国ヶ丘町2丁 | 前方後円墳   | 148 m  |                      | 反正天皇陵         |      |
| 1593-020   | 御廟山古墳             | 堺市北区百舌鳥本町1丁   | 前方後円墳   | 203 m  |                      | 百舌鳥陵墓参考地   |      |
| 1593-018   | いたすけ古墳           | 堺市北区百舌鳥本町3丁   | 前方後円墳   | 146 m  | 国の史跡             |                    |      |
| 1593-012   | 長塚古墳               | 堺市堺区百舌鳥夕雲町2丁 | 前方後円墳   | 106 m  | 国の史跡             |                    |      |
| 1593-003   | 永山古墳               | 堺市堺区東永山園        | 前方後円墳   | 100 m  | 堺市指定史跡（周濠） | 仁徳天皇陵陪冢     |      |
| 1593-011   | 丸保山古墳             | 堺市堺区北丸保園        | 帆立貝形古墳 | 087 m  | 国の史跡             | 仁徳天皇陵陪冢     |      |
| 1593-014   | 銭塚古墳               | 堺市堺区東上野芝町2丁   | 帆立貝形古墳 | 072 m  | 国の史跡             |                    |      |
| 1593-002   | 大安寺山古墳           | 堺市堺区大仙町          | 円墳         | 062 m  |                      | 仁徳天皇陵陪冢     |      |
| 1593-008   | 竜佐山古墳             | 堺市堺区大仙中町        | 帆立貝形古墳 | 061 m  | 堺市指定史跡（周濠） | 仁徳天皇陵陪冢     |      |
| 1593-006   | 収塚古墳               | 堺市堺区百舌鳥夕雲町2丁 | 帆立貝形古墳 | 058 m  | 国の史跡             |                    |      |
| 1593-013   | 旗塚古墳               | 堺市北区百舌鳥夕雲町3丁 | 帆立貝形古墳 | 058 m  | 国の史跡             |                    |      |
| 1593-002   | 茶山古墳               | 堺市堺区大仙町          | 円墳         | 056 m  |                      | 仁徳天皇陵陪冢     |      |
| 1593-007   | 孫太夫山古墳           | 堺市堺区百舌鳥夕雲町2丁 | 帆立貝形古墳 | 056 m  |                      | 仁徳天皇陵陪冢     |      |
| 1593-010   | 菰山塚古墳             | 堺市堺区南丸保園        | 帆立貝形古墳 | 033 m  |                      | 仁徳天皇陵陪冢     |      |
| 1593-017   | 七観音古墳             | 堺市堺区旭ケ丘北町5丁   | 円墳         | 033 m  | 国の史跡             |                    |      |
| 1593-005   | 塚廻古墳               | 堺市堺区百舌鳥夕雲町1丁 | 円墳         | 032 m  | 国の史跡             |                    |      |
| 1593-016   | 寺山南山古墳           | 堺市西区上野芝町1丁     | 方墳         | 045 m  | 国の史跡             |                    |      |
| 1593-019   | 善右ヱ門山古墳         | 堺市北区百舌鳥本町3丁   | 方墳         | 028 m  | 国の史跡             |                    |      |
| 1593-009   | 銅亀山古墳             | 堺市堺区大仙町          | 方墳         | 026 m  |                      | 仁徳天皇陵陪冢     |      |
| 1593-004   | 源右衛門山古墳         | 堺市堺区向陵西町4丁     | 円墳         | 034 m  |                      | 仁徳天皇陵陪冢     |      |

### 古市エリア
| 世界遺産ID | 古墳名                       | 所在地         | 形状       | 墳丘長 | 史跡指定             | 宮内庁治定       | 備考            |
| ---------- | ---------------------------- | -------------- | ---------- | ------ | -------------------- | ---------------- | --------------- |
| 1593-033   | 誉田御廟山古墳（誉田山古墳） | 羽曳野市誉田   | 前方後円墳 | 425m   | 国の史跡（外濠外提） | 応神天皇陵       |                 |
| 1593-026   | 仲ツ山古墳（仲津山古墳）     | 藤井寺市沢田   | 前方後円墳 | 290m   |                      | 仲姫命陵         |                 |
| 1593-023   | 岡ミサンザイ古墳             | 藤井寺市藤井寺 | 前方後円墳 | 242m   |                      | 仲哀天皇陵       |                 |
| 1593-025   | 市ノ山古墳（市野山古墳）     | 藤井寺市国府   | 前方後円墳 | 230m   |                      | 允恭天皇陵       |                 |
| 1593-038   | 墓山古墳                     | 羽曳野市白鳥   | 前方後円墳 | 225m   | 国の史跡             | 応神天皇陵陪冢   |                 |
| 1593-022   | 津堂城山古墳                 | 藤井寺市津堂   | 前方後円墳 | 210m   | 国の史跡             | 藤井寺陵墓参考地 |                 |
| 1593-045   | 白鳥陵古墳                   | 羽曳野市軽里   | 前方後円墳 | 200m   |                      | （日本武尊墓）   |                 |
| 1593-031   | 古室山古墳                   | 藤井寺市古室   | 前方後円墳 | 150m   | 国の史跡             |                  |                 |
| 1593-032   | 大鳥塚古墳                   | 藤井寺市古室   | 前方後円墳 | 110m   | 国の史跡             |                  |                 |
| 1593-033   | 二ツ塚古墳                   | 羽曳野市誉田   | 前方後円墳 | 110m   |                      | 応神天皇陵陪冢   |                 |
| 1593-037   | はざみ山古墳                 | 藤井寺市野中   | 前方後円墳 | 103m   | 国の史跡             |                  |                 |
| 1593-044   | 峯ヶ塚古墳                   | 羽曳野市軽里   | 前方後円墳 | 96m    | 国の史跡             |                  |                 |
| 1593-027   | 鍋塚古墳                     | 藤井寺市沢田   | 方墳       | 70m    | 国の史跡             |                  |                 |
| 1593-040   | 向墓山古墳                   | 羽曳野市白鳥   | 方墳       | 68m    |                      | 応神天皇陵陪冢   |                 |
| 1593-042   | 浄元寺山古墳                 | 藤井寺市青山   | 方墳       | 67m    | 国の史跡             |                  |                 |
| 1593-043   | 青山古墳                     | 藤井寺市青山   | 円墳       | 62m    | 国の史跡             |                  |                 |
| 1593-024   | 鉢塚古墳                     | 藤井寺市藤井寺 | 前方後円墳 | 60m    | 国の史跡             |                  |                 |
| 1593-036   | 東山古墳                     | 藤井寺市野中   | 方墳       | 50m    | 国の史跡             |                  |                 |
| 1593-030   | 八島塚古墳                   | 藤井寺市道明寺 | 方墳       | 50m    |                      | 仲姫命陵陪冢     | 三ツ塚古墳の1つ |
| 1593-029   | 中山塚古墳                   | 藤井寺市道明寺 | 方墳       | 50m    |                      | 仲姫命陵陪冢     | 三ツ塚古墳の1つ |
| 1593-033   | 誉田丸山古墳                 | 羽曳野市誉田   | 円墳       | 50m    |                      | 応神天皇陵陪冢   |                 |
| 1593-041   | 西馬塚古墳                   | 羽曳野市白鳥   | 方墳       | 45m    |                      | 応神天皇陵陪冢   |                 |
| 1593-035   | 栗塚古墳                     | 羽曳野市誉田   | 方墳       | 43m    |                      | 応神天皇陵陪冢   |                 |
| 1593-039   | 野中古墳                     | 藤井寺市野中   | 方墳       | 37m    | 国の史跡             |                  |                 |
| 1593-028   | 助太山古墳                   | 藤井寺市道明寺 | 方墳       | 36m    | 国の史跡             |                  | 三ツ塚古墳の1つ |
| 1593-034   | 東馬塚古墳                   | 羽曳野市誉田   | 方墳       | 23m    |                      | 応神天皇陵陪冢   |                 |

## 遺産の商品化
百舌鳥・古市古墳群の世界遺産登録がもたらす経済波及効果は400億円とも1000億円も試算され、世界遺産を観光資源と位置付ける遺産の商品化は立入不可で一見すると観光資源になりえなそうだが、間接的には古墳カレーやMOZU-FURU CARD、さまざまな古墳グッズのような関連商品がすでに登場している。2020年7月8日には、日本郵便より百舌鳥・古市古墳群を題材とした郵便切手『世界遺産シリーズ＜第13集＞』が発行された。

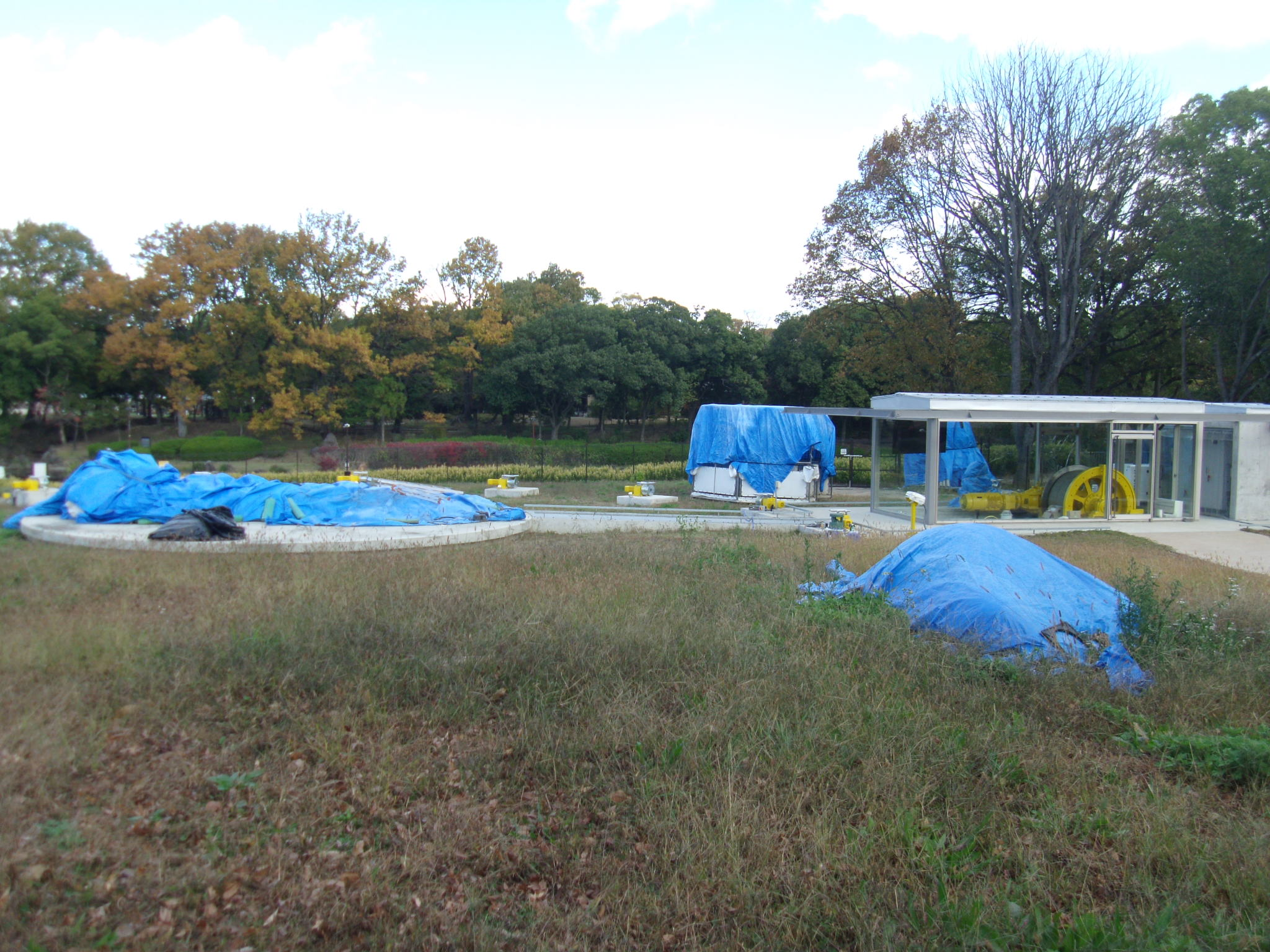
準備中の観覧気球発着場

世界遺産への登録勧告が出されて以降は、高所から全貌を一望したいとの要望が高まり、大仙公園からガス気球を上空に揚げて百舌鳥古墳群を俯瞰するプランの実現が進められてきたが、ガス漏れなどの不具合に加えてロシアによるウクライナ侵攻に伴いヘリウムガスの価格高騰などにより当初予定していた2023年5月25日からの運行が延期となり再開の目途が立っていなかったが、2025年10月頃より運行開始を目指す方針が明らかになった。
また、堺市では、2014年から古墳群のPRキャラクターとして「ハニワ部長」が起用されている。当初の名は「ハニワ課長」であったが、2019年（令和元年）8月28日（ハ・ニワの日）付で課長から部長に「昇進」、および正式に堺市の職員となり辞令交付を受け、次いで2020年（令和2年）8月26日には「ハニワ特命部長」に昇進し、8月28日付けの任命書を受けた。「ハニワ部長」とその姪「ハニワちゃん」の頭部デザインは、百舌鳥・古市古墳群とは直接関係ない埼玉県熊谷市野原古墳出土の「踊る埴輪」に似ているが、これは「埴輪としてイメージが湧きやすい」とする大手広告会社の提案によるという。